# Paradis pour tous
Paradis pour tous és una pel·lícula francesa escrita i dirigida per Alain Jessua estrenada el 1982.

## Argument
Alain Durieux està deprimit. Visita al Dr. Valois que li prescriu una nova teràpia que neix de la seva recerca: el “flashing”. És, en poques paraules, "tallar el nervi de l'emoció".
Durieux renaix a la vida, una vida edènica de la qual definitivament ja no percep la més mínima grisor. Neix un monstre al voltant del qual gira la desgràcia. Aviat ens assabentem que els "flash" són prou nombrosos com per formar una comunitat, la seva felicitat radiant fa que la gent tingui enveja. Els sol·licitants són ara innombrables.
Valois mesura l'horror del seu invent. Covard, i per no renegar-se a si mateix, opta també per lluir-se. Una forma de suïcidi, ja que el doctor Valois coneix els efectes desastrosos del seu tractament. La dona de Durieux, Jeanne, s'havia de sotmetre al tractament, però al principi es va negar: "No vull ser feliç ". Durieux, víctima d'una greu caiguda per les escales quan Jeanne l'ha fet retrocedir, ja no abandona la seva ultrasofisticada cadira de rodes, sinó que està encara més satisfet amb el seu trio en total felicitat, el cap buit de tota angoixa, de tot dubte, de tota sensibilitat.
A petició de l'Alain ferit i paralitzat, Jeanne finalment accepta que Pierre s'ocupi d'ella, i accepta mutatis mutandis el fet de ser flashejada. El doctor Valois accepta els honors, la Legió d'Honor, el seu conillet d'índies Alain, paralitzat, rep l'Ordre Nacional del Mèrit, sense revelar que Pierre s'ha convertit en un monstre insensible, mentre que els micos, subjectes dels seus experiments, apareixen de sobte agressius. Pocs són conscients del desastre.

## Repartiment
- Patrick Dewaere : Alain Durieux
- Jacques Dutronc : doctor Pierre Valois
- Fanny Cottençon : Jeanne Durieux
- Stéphane Audran : Édith
- Philippe Léotard : Marc Lebel
- François Dyrek : el responsable del zoo
- Anna Gaylor : un agent d'assegurances
- Jean-Paul Muel : el director furiós
- Francis Lemaire : el director de la fàbrica
- André Thorent : M. Borne
- Caroline Berg : Nicole, una dona nua a la piscina
- Patrice Kerbrat : Armand
- Didier Bénureau : presència no acreditada
- Stéphane Bouy : Cordier
- Thalie Frugès : Joëlle, l'assistent
- Jeanne Goupil : Sophie
- Pierre Hatet : Giraud
- Elisabeth Mortensen : Christiane
- Catherine Privat : Col·lega secretària de Alain Durieux
- Ophélie Koering : La petita filla insolent

## Producció
Paradis pour tous, fou rodada el març del 1982, i fou la darrera pel·lícula de Patrick Dewaere, que va acabar amb la seva vida el 16 de juliol de 1982, un mes abans de l'estrena de la pel·lícula (la pel·lícula també està dedicada a ell). A França, la pel·lícula va assolir 558.557 entrades, incloses 149.413 entrades a París i la seva perifèria. A la seva estrena, la pel·lícula rebrà una volada de fusta verda com mai abans en un llargmetratge amb Dewaere, en particular de la part de Marc Esposito qui des de Première va escriure 
| « | És força trist. Veure Dewaere en una pel·lícula nova per darrera vegada i deixar que sigui l'única. Una mala pel·lícula. Amb un bon tema i un gran actor. Una pel·lícula desagradable, tot i així. Perquè s'hi maltracten els actors, perquè s'hi filma la nuesa de les actrius amb el voyeurisme d'un jardí públic, perquè l'escenari, amb el pretext de "l'anticipació" no té res a veure amb la més elemental versemblança. A més, no hi ha el més mínim pla visualment interessant i està ple de necessitats publicitàries massa cridaneres. Trist. | » |

Jessua també va ser acusat pels mitjans de comunicació d'aprofitar l'estat depressiu de Dewaere.
Stéphane Audran va ser nominat als Césars per aquesta pel·lícula, en la categoria de César a la millor actriu secundària el 1983.

## Llocs de rodatge
- La companyia d'assegurances fictícia "Mutuelle vie" on treballa Alain Durieux es troba a l'edifici art déco 8-10  Rue du Renard.[7]
- Dammarie-les-Lys.
- Discoteca "Midnight Express", la Défense (Hauts-de-Seine)

## Crítiques
Per la revista Télé 7 jours, Paradis pour tous és 
| « | indignada, cridanera, una pel·lícula que crea malestar, sobretot perquè va ser l'última filmació de Patrick Dewaere. | » |